# Heim Péter (jogász)
Heim Péter (Nagyszentmiklós, 1834. augusztus 4. – Budapest, 1904. július 20.) a hazai postahálózat megszervezésében Baross Gábor közvetlen munkatársa, miniszteri tanácsos, 1892–1895 között postafőigazgató. Heim Pál édesapja.

## Életútja
Heim Henrik textilfestő iparos és Knorr Katalin (1815–1897) fia. A gimnáziumot megszakítással részben Németországban, részben Nagyváradon végezte, az ottani premontrei gimnáziumban érettségizett 1858-ban. Közben, 1854-ben a postai pályára lépett mint kiadó (expeditor) a bánát-komlósi postahivatalnál. Egyetemi tanulmányait Budapesten végezte, és egy ideig a királyi táblán joggyakornok is volt. Később a temesvári postaigazgatósághoz került mint fogalmazó. 1867-ben miniszteri fogalmazóvá nevezték ki.
1867 márciusában az osztrák minisztériummal, a magyar postának az osztráktól való elválasztása ügyében folytatott tárgyalásokban, melyeket magyar részről Gervay Mihály vezetett, tevékeny részt vett. 1871-ben Németországban és Svájcban hosszabb tanulmányutat tett. 1874-ben Bernben az első nemzetközi postakongresszuson és az 1880. évi párizsi értekezleten a magyar kormányt képviselte. Önállóbb működésre nyílt tere, amikor Baross Gábor 1887-ben a távírót a postával egyesítette és az összes magyarországi posta, távíró és távbeszélő ügyek vezetését rábízta, 1888-ban pedig miniszteri tanácsossá kinevezte.
A magyar mellett tökéletesen beszélt németül, angolul és franciául. Nevéhez fűződik az önálló magyar posta szervezetének kiépítése, a posta, távíró és telefon egyesített intézményének műszaki fejlesztése, pénzügyi és jogi helyzetének megszilárdítása. 1892-től egyedül vezette a posta, távíró és telefon ügyeit; ő képviselte a magyar postát a bécsi postai kongresszuson. Vezetése alatt teremtették meg a városközi telefon-összeköttetést (1890–93), szervezték meg a levélgyűjtést és a kézbesítést, és egységesítették a postatarifákat. Főleg az ő érdeme, hogy 1888-ban Ausztriával új posta- és távírda-egyezmény jött létre, amely Magyarországnak belintézkedéseiben teljes függetlenséget, a külviszonyokban pedig paritást biztosított. Ezen alapon rendezte a postai belszolgálat teljes újjáalakítását; az elavult és sok írással járó, bonyolult ügykezelést egyszerűbbé tette.
1894-ben megkapta a Lipót-rend lovagkeresztjét.
Irodalmi működésének nagy része a postai és távírói ügykezelést illeti; írt utasításokat és kezelési szabályokat; ezenkívül szakmabeli cikkeket a hírlapokba s folyóiratokba; a legelsők közé tartozott, akik a postatakarékpénztárak behozataláról értekeztek a bel- és külföldi lapokban.
A Fiumei úti sírkertben található (29/3-3-58) korábbi, csaknem jeltelen sírjára 2013-ban emelt síremléket a Nemzeti Örökség Intézete.

## Munkái
- A postatakarékpénztári kérdés hazánkban. Bpest, 1880 (Különnyomat a Nemzetgazdasági Szemléből)
- Budapest postaintézményei és forgalmuk a jelen korban. Bpest, 1881 (Különnyomat a Budapesti Szemléből)